# GP2-Lauf in Monte Carlo 2014
Der GP2-Lauf in Monte Carlo 2014 fand vom 22. bis 24. Mai auf dem Circuit de Monaco in Monte Carlo statt und war der dritte Lauf der GP2-Serie 2014. 

## Berichte

### Hintergrund
Die Veranstaltung fand im Rahmenprogramm des Großen Preises von Monaco statt.
Nach dem Lauf in Barcelona führte Jolyon Palmer die Fahrerwertung mit 22 Punkten vor Julian Leal und 28 Punkten vor Felipe Nasr an. Carlin führte in der Teamwertung mit sieben Punkten vor DAMS und 57 Punkten vor ART Grand Prix.
Beim Lauf in Monte Carlo stellte Pirelli den Fahrern die Reifenmischungen P Zero Soft (gelb) und P Zero Super Soft (rot) sowie für Nässe Cinturato Full-Wets (blau) zur Verfügung.
André Negrão kehrte nach einem Lauf Pause wieder zurück, nachdem er wegen Schmerzen im Rücken von Tom Dillmann vertreten worden war.

### Qualifying
Das Qualifying wurde in zwei Abschnitte mit zwei Gruppen unterteilt, um auf dem engen Kurs in Monte Carlo Behinderungen zu vermeiden. Im ersten Abschnitt fuhr die Gruppe A, die Fahrer mit ungerader Startnummer, und im Anschluss Gruppe B, die Fahrer mit gerader Startnummer. Die Wertungen der beiden Abschnitte wurden nicht kombiniert, stattdessen entschieden die Platzierungen innerhalb der Gruppe über die Startpositionen. Die Gruppe mit dem schnellsten Fahrer erhielt die ungeraden, die andere Gruppe die geraden Startpositionen.
In der Gruppe A fuhr Palmer die schnellste Runde vor Mitch Evans und Johnny Cecotto jr. In der Gruppe B fuhr Rio Haryanto die schnellste Zeit vor Stéphane Richelmi und Stoffel Vandoorne. Da Palmer schneller fuhr als Haryanto, sicherte er sich die Pole-Position.
Im Anschluss an das Qualifying wurde gegen vier Fahrer Strafen verhängt: Daniel Abt, Haryanto, Facu Regalia und Nasr hatten im Qualifying Konkurrenten aufgehalten und erhielten alle eine Strafversetzung um drei Positionen.

### Hauptrennen
Nachdem das Rennen zwischenzeitlich abgebrochen worden war und mehrere Safety-Car-Phasen nötig geworden waren, gewann Palmer schließlich vor Evans und Nasr. Darüber hinaus fuhr Palmer die schnellste Runde. Die Pole-Position für das Sprintrennen ging an Richelmi.

### Sprintrennen
Richelmi gewann das Sprintrennen vor Sergio Canamasas und Haryanto. Stefano Coletti fuhr die schnellste Runde.

## Meldeliste
Alle Teams und Fahrer verwenden das Dallara-Chassis GP2/11, Motoren von Renault-Mecachrome und Reifen von Pirelli.
| Team                 | Auto # | Fahrer              |
| -------------------- | ------ | ------------------- |
| RT Russian Time      | 01     | Mitch Evans         |
| RT Russian Time      | 02     | Artjom Markelow     |
| Carlin               | 03     | Felipe Nasr         |
| Carlin               | 04     | Julian Leal         |
| Racing Engineering   | 05     | Raffaele Marciello  |
| Racing Engineering   | 06     | Stefano Coletti     |
| DAMS                 | 07     | Jolyon Palmer       |
| DAMS                 | 08     | Stéphane Richelmi   |
| ART Grand Prix       | 09     | Takuya Izawa        |
| ART Grand Prix       | 10     | Stoffel Vandoorne   |
| Hilmer Motorsport    | 11     | Daniel Abt          |
| Hilmer Motorsport    | 12     | Facu Regalia        |
| Rapax                | 14     | Adrian Quaife-Hobbs |
| Rapax                | 15     | Simon Trummer       |
| Arden International  | 16     | René Binder         |
| Arden International  | 17     | André Negrão        |
| EQ8 Caterham Racing  | 18     | Rio Haryanto        |
| EQ8 Caterham Racing  | 19     | Alexander Rossi     |
| MP Motorsport        | 20     | Daniël de Jong      |
| MP Motorsport        | 21     | Tio Ellinas         |
| Trident Racing       | 22     | Sergio Canamasas    |
| Trident Racing       | 23     | Johnny Cecotto jr.  |
| Venezuela GP Lazarus | 24     | Nathanaël Berthon   |
| Venezuela GP Lazarus | 25     | Conor Daly          |
| Campos Racing        | 26     | Arthur Pic          |
| Campos Racing        | 27     | Kimiya Satō         |

## Klassifikationen

### Qualifying
| Pos. | Fahrer              | Team                 | Gruppe A | Gruppe B | Start |
| ---- | ------------------- | -------------------- | -------- | -------- | ----- |
| 01   | Jolyon Palmer       | DAMS                 | 1:20,774 | —        | 01    |
| 02   | Rio Haryanto        | EQ8 Caterham Racing  | —        | 1:21,433 | 05    |
| 03   | Mitch Evans         | RT Russian Time      | 1:21,188 | —        | 02    |
| 04   | Stéphane Richelmi   | DAMS                 | —        | 1:21,444 | 03    |
| 05   | Johnny Cecotto jr.  | Trident Racing       | 1:21,361 | —        | 04    |
| 06   | Stoffel Vandoorne   | ART Grand Prix       | —        | 1:21,508 | 06    |
| 07   | Daniel Abt          | Hilmer Motorsport    | 1:21,760 | —        | 10    |
| 08   | Stefano Coletti     | Racing Engineering   | —        | 1:21,649 | 07    |
| 09   | Raffaele Marciello  | Racing Engineering   | 1:21,917 | —        | 08    |
| 10   | Julian Leal         | Carlin               | —        | 1:21,752 | 09    |
| 11   | Alexander Rossi     | EQ8 Caterham Racing  | 1:22,146 | —        | 11    |
| 12   | Sergio Canamasas    | Trident Racing       | —        | 1:21,926 | 12    |
| 13   | Simon Trummer       | Rapax                | 1:22,296 | —        | 13    |
| 14   | Arthur Pic          | Campos Racing        | —        | 1:22,207 | 14    |
| 15   | Felipe Nasr         | Carlin               | 1:22,381 | —        | 18    |
| 16   | René Binder         | Arden International  | —        | 1:22,270 | 15    |
| 17   | Kimiya Satō         | Campos Racing        | 1:22,588 | —        | 16    |
| 18   | Adrian Quaife-Hobbs | Rapax                | —        | 1:22,277 | 17    |
| 19   | Tio Ellinas         | MP Motorsport        | 1:22,681 | —        | 19    |
| 20   | Facu Regalia        | Hilmer Motorsport    | —        | 1:22,473 | 23    |
| 21   | Conor Daly          | Venezuela GP Lazarus | 1:22,997 | —        | 20    |
| 22   | Daniël de Jong      | MP Motorsport        | —        | 1:22,488 | 21    |
| 23   | André Negrão        | Arden International  | 1:23,178 | —        | 22    |
| 24   | Nathanaël Berthon   | Venezuela GP Lazarus | —        | 1:22,632 | 24    |
| 25   | Takuya Izawa        | ART Grand Prix       | 1:23,259 | —        | 25    |
| 26   | Artjom Markelow     | RT Russian Time      | —        | 1:23,347 | 26    |

Anmerkungen
1. ↑  Haryanto wurde wegen Behinderns von Stéphane Richelmi um drei Positionen nach hinten versetzt.
2. ↑  Abt wurde wegen Behinderns von Johnny Cecotto jr. um drei Positionen nach hinten versetzt.
3. ↑  Nasr wurde wegen Behinderns von Johnny Cecotto jr. um drei Positionen nach hinten versetzt.
4. ↑  Regalia wurde wegen Behinderns von Sergio Canamasas um drei Positionen nach hinten versetzt.
5. ↑  Markelow wurde wegen Verursachen einer Kollision im Sprintrennen vom vorherigen Lauf um fünf Positionen nach hinten versetzt.

### Hauptrennen
| Pos. | Fahrer              | Team                 | Runden | Zeit        | Start | Schnellste Runde |
| ---- | ------------------- | -------------------- | ------ | ----------- | ----- | ---------------- |
| 01   | Jolyon Palmer       | DAMS                 | 40     | 1:38:31,193 | 01    | 1:23,008 (19.)   |
| 02   | Mitch Evans         | RT Russian Time      | 40     | + 0,427     | 02    | 1:23,642 (23.)   |
| 03   | Felipe Nasr         | Carlin               | 40     | + 0,653     | 18    | 1:24,515 (22.)   |
| 04   | Johnny Cecotto jr.  | Trident Racing       | 40     | + 2,175     | 04    | 1:23,434 (23.)   |
| 05   | Sergio Canamasas    | Trident Racing       | 40     | + 2,884     | 12    | 1:24,663 (23.)   |
| 06   | Arthur Pic          | Campos Racing        | 40     | + 6,187     | 14    | 1:24,190 (20.)   |
| 07   | Rio Haryanto        | Caterham Racing      | 40     | + 8,718     | 05    | 1:24,146 (23.)   |
| 08   | Stéphane Richelmi   | DAMS                 | 40     | + 9,594     | 03    | 1:23,792 (25.)   |
| 09   | Adrian Quaife-Hobbs | Rapax                | 40     | + 9,785     | 17    | 1:24,479 (20.)   |
| 10   | Tio Ellinas         | MP Motorsport        | 40     | + 10,187    | 19    | 1:24,700 (23.)   |
| 11   | Daniël de Jong      | MP Motorsport        | 40     | + 10,689    | 21    | 1:24,470 (21.)   |
| 12   | Raffaele Marciello  | Racing Engineering   | 40     | + 11,727    | 08    | 1:24,219 (18.)   |
| 13   | Conor Daly          | Venezuela GP Lazarus | 40     | + 12,291    | 20    | 1:24,385 (21.)   |
| 14   | Stoffel Vandoorne   | ART Grand Prix       | 40     | + 12,705    | 06    | 1:23,225 (36.)   |
| 15   | Kimiya Satō         | Campos Racing        | 40     | + 26,761    | 16    | 1:24,751 (20.)   |
| 16   | Alexander Rossi     | Caterham Racing      | 40     | + 29,166    | 11    | 1:23,199 (23.)   |
| 17   | Nathanaël Berthon   | Venezuela GP Lazarus | 40     | + 56,107    | 24    | 1:23,677 (18.)   |
| —    | René Binder         | Arden International  | 35     | DNF         | 15    | 1:23,823 (21.)   |
| —    | Artjom Markelow     | RT Russian Time      | 35     | DNF         | 26    | 1:24,615 (24.)   |
| —    | Takuya Izawa        | ART Grand Prix       | 31     | DNF         | 25    | 1:24,571 (22.)   |
| —    | Simon Trummer       | Rapax                | 31     | DNF         | 13    | 1:24,087 (21.)   |
| —    | Stefano Coletti     | Racing Engineering   | 31     | DNF         | 07    | 1:23,529 (31.)   |
| —    | Julian Leal         | Carlin               | 24     | DNF         | 09    | 1:24,471 (09.)   |
| —    | André Negrão        | Arden International  | 11     | DNF         | 22    | 1:26,099 (07.)   |
| —    | Daniel Abt          | Hilmer Motorsport    | 09     | DNF         | 10    | 1:25,187 (08.)   |
| —    | Facu Regalia        | Hilmer Motorsport    | 0      | DNF         | 23    | —                |

### Sprintrennen
| Pos. | Fahrer              | Team                 | Runden | Zeit        | Start | Schnellste Runde |
| ---- | ------------------- | -------------------- | ------ | ----------- | ----- | ---------------- |
| 01   | Stéphane Richelmi   | DAMS                 | 30     | 1:38:31,193 | 01    | 1:23,900 (24.)   |
| 02   | Sergio Canamasas    | Trident Racing       | 30     | + 2,179     | 04    | 1:23,773 (23.)   |
| 03   | Rio Haryanto        | Caterham Racing      | 30     | + 8,295     | 02    | 1:23,446 (10.)   |
| 04   | Johnny Cecotto jr.  | Trident Racing       | 30     | + 25,320    | 05    | 1:24,586 (20.)   |
| 05   | Arthur Pic          | Campos Racing        | 30     | + 25,753    | 03    | 1:24,868 (08.)   |
| 06   | Mitch Evans         | RT Russian Time      | 30     | + 25,973    | 07    | 1:24,918 (10.)   |
| 07   | Jolyon Palmer       | DAMS                 | 30     | + 26,587    | 08    | 1:23,695 (05.)   |
| 08   | Adrian Quaife-Hobbs | Rapax                | 30     | + 26,956    | 09    | 1:24,396 (05.)   |
| 09   | Stefano Coletti     | Racing Engineering   | 30     | + 28,473    | 20    | 1:23,331 (09.)   |
| 10   | Conor Daly          | Venezuela GP Lazarus | 30     | + 28,721    | 13    | 1:24,611 (05.)   |
| 11   | Alexander Rossi     | Caterham Racing      | 30     | + 29,987    | 16    | 1:24,306 (07.)   |
| 12   | Nathanaël Berthon   | Venezuela GP Lazarus | 30     | + 30,105    | 17    | 1:24,389 (12.)   |
| 13   | Stoffel Vandoorne   | ART Grand Prix       | 30     | + 30,604    | 14    | 1:24,047 (13.)   |
| 14   | Kimiya Satō         | Campos Racing        | 30     | + 31,228    | 15    | 1:24,399 (12.)   |
| 15   | André Negrão        | Arden International  | 30     | + 31,657    | 22    | 1:24,483 (13.)   |
| 16   | Julian Leal         | Carlin               | 30     | + 32,085    | 21    | 1:24,049 (04.)   |
| 17   | Daniel Abt          | Hilmer Motorsport    | 30     | + 32,582    | 23    | 1:24,162 (04.)   |
| 18   | Simon Trummer       | Rapax                | 30     | + 33,458    | 25    | 1:23,898 (06.)   |
| 19   | Raffaele Marciello  | Racing Engineering   | 30     | + 34,328    | 12    | 1:23,619 (09.)   |
| 20   | René Binder         | Arden International  | 30     | + 35,417    | 24    | 1:24,142 (09.)   |
| 21   | Facu Regalia        | Hilmer Motorsport    | 30     | + 36,078    | 26    | 1:23,564 (10.)   |
| 22   | Tio Ellinas         | MP Motorsport        | 29     | + 1 Runde   | 10    | 1:22,807 (22.)   |
| —    | Artjom Markelow     | RT Russian Time      | 12     | DNF         | 18    | 1:23,891 (07.)   |
| —    | Takuya Izawa        | ART Grand Prix       | 11     | DNF         | 19    | 1:24,389 (06.)   |
| —    | Daniël de Jong      | MP Motorsport        | 02     | DNF         | 11    | 1:26,752 (02.)   |
| —    | Felipe Nasr         | Carlin               | 0      | DNF         | 06    | —                |

## Meisterschafts-Stände nach dem Lauf

### Fahrerwertung
| Pos. | Fahrer              | Team                | Punkte |
| ---- | ------------------- | ------------------- | ------ |
| 01   | Jolyon Palmer       | DAMS                | 103    |
| 02   | Felipe Nasr         | Carlin              | 57     |
| 03   | Johnny Cecotto jr.  | Trident Racing      | 49     |
| 04   | Julian Leal         | Carlin              | 48     |
| 05   | Arthur Pic          | Campos Racing       | 40     |
| 06   | Stéphane Richelmi   | DAMS                | 32     |
| 07   | Rio Haryanto        | EQ8 Caterham Racing | 26     |
| 08   | Stoffel Vandoorne   | ART Grand Prix      | 25     |
| 09   | Mitch Evans         | RT Russian Time     | 24     |
| 10   | Sergio Canamasas    | Trident Racing      | 22     |
| 11   | Simon Trummer       | Rapax               | 18     |
| 12   | Stefano Coletti     | Racing Engineering  | 15     |
| 13   | Tom Dillmann        | Arden International | 14     |
| 14   | Adrian Quaife-Hobbs | Rapax               | 10     |
| 15   | Takuya Izawa        | ART Grand Prix      | 8      |

| Pos. | Fahrer             | Team                 | Punkte |
| ---- | ------------------ | -------------------- | ------ |
| 16   | Tio Ellinas        | MP Motorsport        | 7      |
| 17   | René Binder        | Arden International  | 3      |
| 18   | Artjom Markelow    | RT Russian Time      | 0      |
| 19   | Conor Daly         | Venezuela GP Lazarus | 0      |
| 20   | Daniël de Jong     | MP Motorsport        | 0      |
| 21   | Alexander Rossi    | EQ8 Caterham Racing  | 0      |
| 22   | Daniel Abt         | Hilmer Motorsport    | 0      |
| 23   | Raffaele Marciello | Racing Engineering   | 0      |
| 24   | Nathanaël Berthon  | Venezuela GP Lazarus | 0      |
| 25   | Kimiya Satō        | Campos Racing        | 0      |
| 26   | Jon Lancaster      | MP Motorsport        | 0      |
| 27   | André Negrão       | Arden International  | 0      |
| 28   | Facu Regalia       | Hilmer Motorsport    | 0      |
| 29   | Axcil Jefferies    | Trident Racing       | 0      |

### Teamwertung
| Pos. | Team                | Punkte |
| ---- | ------------------- | ------ |
| 01   | DAMS                | 135    |
| 02   | Carlin              | 105    |
| 03   | Trident Racing      | 71     |
| 04   | Campos Racing       | 40     |
| 05   | ART Grand Prix      | 33     |
| 06   | Rapax               | 28     |
| 07   | EQ8 Caterham Racing | 26     |

| Pos. | Team                 | Punkte |
| ---- | -------------------- | ------ |
| 08   | RT Russian Time      | 24     |
| 09   | Arden International  | 17     |
| 10   | Racing Engineering   | 15     |
| 11   | MP Motorsport        | 7      |
| 12   | Venezuela GP Lazarus | 0      |
| 13   | Hilmer Motorsport    | 0      |